# Johan af Holsten
Johan af Holsten (død 27. september 1359), også kendt under navnene Johan af Plön og Johan den Milde, var holstensk greve og pantherre i Skånelandene samt på Sjælland og Lolland. Han var søn af Gerhard den Blinde og Erik Klippings enke Agnes af Brandenburg, og således halvbror til kong Erik Menved og Christoffer 2.

## Biografi
Han erhvervede i 1312 den østlige del af Holsten og i 1315 Kiel. Han støttede sine halvbrødre Erik Menved og Christoffer 2., men foretrak siden at støtte Hertug Valdemar. Efter Erik Menveds død lykkedes det efterhånden Johan sammen med sin fætter, grev Gerhard, gennem forskellige intriger at tilrive sig pantebreve, først på Lolland og siden på Sjælland og Skånelandene. På det tidspunkt var alliancen mellem Johan og Gerhard brudt, og sidstnævnte havde erhvervet den vestlige del af Danmark. Johan på sin side havde udstykket sine pantelen i mindre dele og pantsat bl.a. Skånelandene til andre nordtyske adelsmænd, som med stor grumhed inddrev skatter og udplyndrede skåningerne efter bedste evne. Det forårsagede i 1332, at skåningerne gjorde oprør og med den lundensiske ærkebiskop Karl Eriksen Røde i spidsen søgte beskyttelse hos Sveriges og Norges konge, Magnus Eriksson Smek (som i øvrigt var Johans og Gerhards grandnevø). Magnus Smek indløste det skånelandske pantebrev og titulerede sig derefter også "konge af Skånelandene".
Johan byggede fæstningsværket Ravnsborg på Lolland.

## Familie
Han giftede sig med Miroslawa af Schwerin og fik en søn: Adolf 7. af Holsten (død 1390).

## Anetavle
| P                         | I                         | II                               |
| ------------------------- | ------------------------- | -------------------------------- |
| Proband: Johan af Holsten | Far: Gerhard den Blinde   | Farfar: Gerhard 1. af Holsten    |
| Proband: Johan af Holsten | Far: Gerhard den Blinde   | Farmor: Elisabeth af Mecklenburg |
| Proband: Johan af Holsten | Mor: Agnes af Brandenburg | Morfar: Johan 1. af Brandenburg  |
| Proband: Johan af Holsten | Mor: Agnes af Brandenburg | Mormor: Jutta af Sachsen         |